# Авдіївська міська рада
Авдіївська міська рада — орган місцевого самоврядування у Донецькій області. Адміністративний центр — місто обласного значення Авдіївка. Територія міськради є анклавом у Ясинуватському районі.

## Загальні відомості
- Територія ради: 29 км²
- Населення ради: 35052 особи (станом на 1 лютого 2014 року)

## Населені пункти
Міській раді підпорядковані населені пункти:
- м. Авдіївка

## Склад ради
Рада складається з 36 депутатів та голови.
- Голова ради: Черкасов Юрій Олександрович
- Секретар ради: Сабадаш Артем Вікторович

### Керівний склад попередніх скликань
| ПІБ                         | Основні відомості                                                       | Дата обрання | Дата звільнення |
| --------------------------- | ----------------------------------------------------------------------- | ------------ | --------------- |
| Черкасов Юрій Олександрович | Міський голова, 1955 року народження, освіта вища, член Партії регіонів | 26.03.2006   | 31.10.2010      |
| Черкасов Юрій Олександрович | Міський голова, 1955 року народження, освіта вища, член Партії регіонів | 31.10.2010   |                 |

Примітка: таблиця складена за даними джерела

### Депутати
За результатами місцевих виборів 2010 року депутатами ради стали:

#### За суб'єктами висування
| Суб'єкт висування                 | Кількість обраних депутатів | %    |
| --------------------------------- | --------------------------- | ---- |
| Партія регіонів                   | 30                          | 83,3 |
| Комуністична партія України       | 4                           | 11,1 |
| Політична партія «Сильна Україна» | 2                           | 5,6  |

#### За округами
| № округу                          | Прізвище, ім'я, по батькові        | Дата визнання обраним | Освіта                    | Партійна приналежність                  | Відомості про обраного депутата |
| --------------------------------- | ---------------------------------- | --------------------- | ------------------------- | --------------------------------------- | --- |
| Комуністична партія України       |                                    |                       |                           |                                         | |
| б/м                               | Луняка Петро Якович                | 02.11.2010            | Освіта вища               | член Комуністичної партії України       | Ясинуватська лінійна СЕС на Донецькій залізниці, зав. епідеміологічним відділом                                                                            |
| б/м                               | Цвелих Микола Борисович            | 02.11.2010            | Освіта вища               | член Комуністичної партії України       | Авдіївська міська організація ветеранів, голова ради ветеранів                                                                                             |
| б/м                               | Дудник Наталія Миколаївна          | 02.11.2010            | Освіта вища               | член Комуністичної партії України       | Авдіївська загальноосвітня школа № 2, директор |
| б/м                               | Волкова Ольга Іванівна             | 02.11.2010            | Освіта вища               | член Комуністичної партії України       | м. Авдіївка, приватний підприємець |
| Партія регіонів                   |                                    |                       |                           |                                         | |
| б/м                               | Мухачов Володимир Миколайович      | 02.11.2010            | Освіта вища               | член Партії регіонів                    | ВАТ «Авдіївський коксохімічний завод», заступник директора                                                                                                 |
| б/м                               | Сабадаш Артем Вікторович           | 02.11.2010            | Освіта вища               | член Партії регіонів                    | Авдіївська міська рада, секретар міськради |
| б/м                               | Жилавий Павло Васильович           | 02.11.2010            | Освіта вища               | член Партії регіонів                    | ВАТ «Авдіївський коксохімічний завод», начальник КЦ-4 |
| б/м                               | Куріненко Олександр Станіславович  | 02.11.2010            | Освіта вища               | член Партії регіонів                    | ВАТ «Авдіївський коксохімічний завод», начальник юридичного відділу                                                                                        |
| б/м                               | Тимошенко Володимир Пилипович      | 02.11.2010            | Освіта вища               | член Партії регіонів                    | ВАТ «Авдіївський коксохімічний завод», начальник КЦ-1 |
| б/м                               | Мозолевський Володимир Миколайович | 02.11.2010            | Освіта вища               | член Партії регіонів                    | ВАТ «Авдіївський коксохімічний завод», застуник головного енергетика                                                                                       |
| б/м                               | Федотов Юрій Анатолійович          | 02.11.2010            | Освіта вища               | член Партії регіонів                    | ТОВ «Машино- будівельник», директор |
| б/м                               | Подолянюк Юрій Вікторович          | 02.11.2010            | Освіта незакінчена вища   | член Партії регіонів                    | ТОВ «Асоціація підприємців малого та середнього бізнесу», директор                                                                                         |
| б/м                               | Полторадня Олександр Вікторович    | 02.11.2010            | Освіта вища               | член Партії регіонів                    | Авдіївська центральна міська лікарня, в.о. заввідділу анастезіології                                                                                       |
| б/м                               | Макаров Олександр Андрійович       | 02.11.2010            | Освіта вища               | член Партії регіонів                    | ВАТ «Авдіївський коксохімічний завод», начальник ЗЦ |
| б/м                               | Ремесло Валерій Петрович           | 05.11.2010            | Освіта вища               | член Партії регіонів                    | ВАТ «Авдіївський коксохімічний завод», начальник ОКО |
| б/м                               | Глушко Олександр Дмитрович         | 05.11.2010            | Освіта вища               | член Партії регіонів                    | ТОВ «АіФ», директор |
| 1                                 | Пронін Валерій Володимирович       | 02.11.2010            | Освіта вища               | член Партії регіонів                    | ВАТ "Авдіївський завод «Буддеталь», директор |
| 2                                 | Зінченко Сергій Олександрович      | 02.08.2011            | Освіта вища               | член Партії регіонів                    | ПАТ «АЗМК», генеральний директор |
| 3                                 | Деревицький Василь Іванович        | 02.11.2010            | Освіта вища               | член Партії регіонів                    | ВАТ «Авдіївський коксохімічний завод», заступник директора                                                                                                 |
| 4                                 | Трегуб Людмила Іванівна            | 02.11.2010            | Освіта вища               | член Партії регіонів                    | Відділ освіти Авдіївської міської ради, начальник |
| 5                                 | Букреєв Анатолій Вікторович        | 02.11.2010            | Освіта вища               | член Партії регіонів                    | Корпорація «Промтелеком», керівник східного напрямку |
| 6                                 | Ломанов Юрій Борисович             | 02.11.2010            | Освіта середня            | член Партії регіонів                    | приватний підприємець |
| 7                                 | Хілай Сергій Сергійович            | 02.11.2010            | Освіта вища               | член Партії регіонів                    | ВАТ «Авдіївський коксохімічний завод», головний лікар МСЧ                                                                                                  |
| 8                                 | Дробязко Олексій Миколайович       | 02.11.2010            | Освіта середня спеціальна | член Партії регіонів                    | Палац культури, техніки та спорту профспілки відкритого акціонерненого товариства «Авдіївський коксохімічний завод», керівник спортивно оздоровчого центру |
| 9                                 | Кірієнко Микола Савелійович        | 02.11.2010            | Освіта вища               | член Партії регіонів                    | ВАТ «Авдіївський коксохімічний завод», начальник КЦ-3 |
| 10                                | Куватов Василь Іванович            | 02.11.2010            | Освіта вища               | член Партії регіонів                    | ВАТ «Авдіївський коксохімічний завод», начальник відділу капітального будівництва                                                                          |
| 11                                | Собонєв Роман Іванович             | 02.11.2010            | Освіта вища               | член Партії регіонів                    | ВАТ «Авдіївський коксохімічний завод», начальник АТЦ |
| 12                                | Климанський Анатолій Сидорович     | 02.11.2010            | Освіта вища               | член Партії регіонів                    | Комунальне підприємство «Служба єдиного замовника», директор                                                                                               |
| 13                                | Гаврилюк Василь Іванович           | 02.11.2010            | Освіта вища               | член Партії регіонів                    | ВАТ «Авдіївський коксохімічний завод», заступник директора                                                                                                 |
| 14                                | Казьміна Анастасія Станіславівна   | 02.11.2010            | Освіта вища               | член Партії регіонів                    | управління Пенсійоного фонду України в м. Авдіївці, начальник                                                                                              |
| 15                                | Клешня Григорій Григорович         | 02.11.2010            | Освіта вища               | член Партії регіонів                    | ВАТ «Авдіївський коксохімічний завод», начальник ЦЗЛ |
| 16                                | Ситалова Діана Олександрівна       | 02.11.2010            | Освіта вища               | позапартійна                            | газета «Авдіївський вісник», головний редактор |
| 17                                | Юхімішен Андрій Володимирович      | 02.11.2010            | Освіта вища               | член Партії регіонів                    | приватний підприємець |
| 18                                | Воронін Володимир Михайлович       | 02.11.2010            | Освіта вища               | член Партії регіонів                    | ВАТ «Авдіївський коксохімічний завод», голова первинної профспілкової організації                                                                          |
| Політична партія «Сильна Україна» |                                    |                       |                           |                                         | |
| б/м                               | Амелін Олександр Анатолійович      | 02.11.2010            | Освіта вища               | член Політичної партії «Сильна Україна» | фізична особа-підприємець |
| б/м                               | Порошков Ілля Володимирович        | 02.11.2010            | Освіта середня спеціальна | член Політичної партії «Сильна Україна» | фізична особа-підприємець |